# Batey

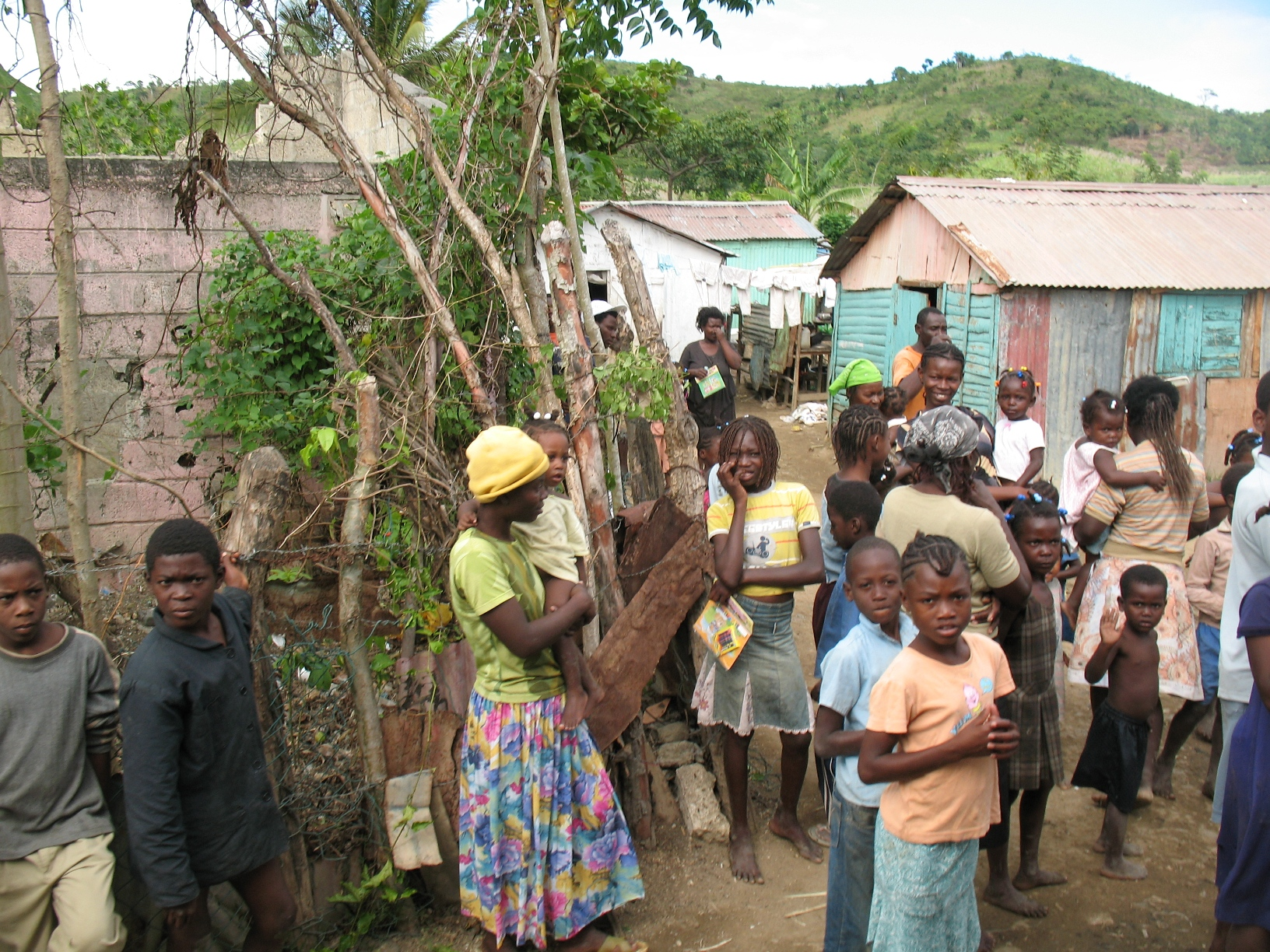
Familles de coupeurs de cannes haïtiens dans un batey de République Dominicaine.

Un batey est un campement où vivent les coupeurs de cannes. On rencontre des bateyes en République dominicaine et à Cuba.
Les bateyes dominicains sont généralement de vrais bidonvilles qui accueillent misérablement des travailleurs haïtiens. Le gouvernement dominicain est ainsi régulièrement interpellé pour les infractions aux droits de l'homme, perpétrés dans ces cas et plus généralement pour l'exploitation des travailleurs haïtiens. La militante et avocate haïtienne des Droits de l'Homme Solange Pierre a dénoncé sur le plan international les conditions scandaleuses de vie et de maltraitances des travailleurs haïtiens par les autorités dominicaines.
Sully Gilot, également avocat et coordonnateur de HARDHOPE, a aussi été dans la partie des personnes qui ont risqué leurs vies pour garantir la promotion des normes de droits humains dans les bateys.
L'œuvre Marraine de l'écrivaine franco-ontarienne, Hélène Koscielniak, publiée aux Éditions L'Interligne, décrit bien les conditions de vie dans les bateyes.

## Etymologie
Le mot "batey" provient de la culture taíno où il désignait un espace à la fois de réunion, de culte et un terrain de jeu de balle. Ces espaces étaient constitués de pierres plates enfoncées dans le sol de manière à tracer un grand cercle avec quelques entrées. Ces pierres pouvaient parfois être gravées ou peinte avec des motifs religieux.
Une reconstitution est observable dans le jardin du Musée de l'Homme Dominicain à Saint-Domingue (Museo del Hombre Dominicano).

## Histoire
Quand la République dominicaine obtient son indépendance, l'économie coloniale mise en place par les Espagnols avait été démantelée par les occupations française puis haïtiennes[réf. nécessaire]. L'économie du pays repose alors principalement sur le tabac, puis sur le sucre. A la fin du siècle les européens investissent dans la culture sucrière. La région Yuma (dans l'est du pays), est la principale région où l'économie de plantation est réinvestie, avec notamment le recrutement de travailleurs et travailleuses des Antilles anglophones.
De 1916 à 1924, les États-Unis envahissent et occupent la République dominicaine. Durant cette période, l’État nord-américain attribue des terres à la Cuban-Dominican Sugar Corporation et la South Puerto Rico Sugar Company, grâce à une loi sur l'expropriation des terres ratifiée en 1920. Avec le soutien des banques et de l'US Army, ces compagnies vont construire des infrastructures agricoles (entrepôts, moulins) et de transport (ports, chemins de fer, routes), en particulier dans la région Yuma et de Barahona, pour développer l'économie sucrière.
Ces entreprises vont alors recruter en grand nombre des travailleurs haïtiens, et dans une moindre mesure des populations dominicaines pauvres, pour récolter la canne à sucre, qu'ils vont loger dans des campements constitués de baraquements, des bateyes. Ces entreprises vont alors mettre en place un système d'esclavage moderne, calqué sur le modèle des plantations de coton du XIXe siècle du sud des États-Unis.
Sous la dictature de Trujillo le modèle du batey va-t-être pérennisé, malgré la politique anti-haïtienne du régime. Trujillo s'accapare en effet l'essentiel des terres du pays, et décide donc d'investir dans l'économie d'exportation du pays. Non seulement il maintien les bateyes déjà nombreux dans l'est et le sud-ouest du pays, mais il en construit de nombreux dans la vallée du Cibao. Il aménage alors l'ouest de cette vallée avec des canaux pour y développer la culture de la canne à sucre, de la banane et la riziculture,.
Après la chute du régime trujilliste, les exploitations agricoles vont être nationalisées, et les bateyes sont maintenus. En 1986, l’État d'Haïti décide de mettre un terme à l'accord bilatéral permettant le recrutement de travailleurs saisonniers haïtiens. Les bateyes persistent pourtant alimentés par une main-d'œuvre irrégulière tolérée par l’État dominicain, qui encourage par ailleurs la venue de femmes, pour permettre à la population des bateyes de se renouveler et éviter l'effondrement de l'économie agricole dominicaine.
Pourtant les années 1990 sont marquées par une baisse du prix du sucre, et donc un déclin de l'économie sucrière dominicaine. Si une partie de l'agriculture se tourne vers d'autres culture, les populations des bateyes vont être fortement impactées. Aujourd'hui, les bateyes continuent de concentrer des populations haïtiennes, arrivées à différentes périodes, très précaires, travaillant principalement dans l'agriculture, parfois dans des usines ou la construction. Les bateyes sont des territoires en marge du développement dominicain, dont beaucoup ne sont pas reliés au réseau d'eau courante du pays, n'ont pas d'école, de services de soins, de transport etc. Par ailleurs, une grande partie de la population des bateyes étant en situation irrégulière n'a pas accès à l'université, et les politiques migratoires d'Abinader dissuadent ces personnes de se rendre dans les hôpitaux de peur de se faire reconduire à la frontière, marginalisant d'avantage les bateyes et leurs populations.

## Galerie

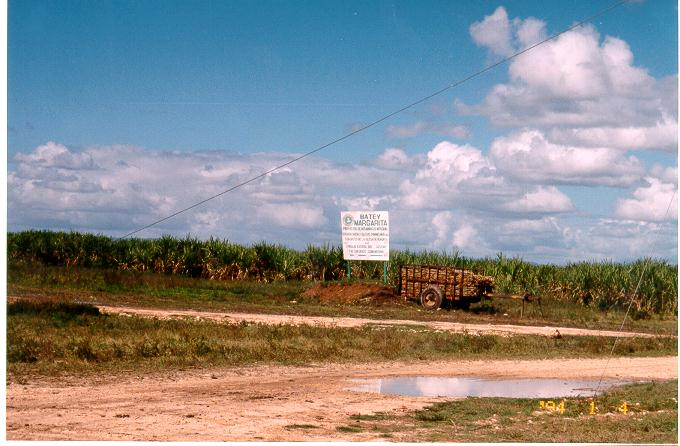
Champs de cannes du batey Margarita près de Ingenio Consuelo, République dominicaine.
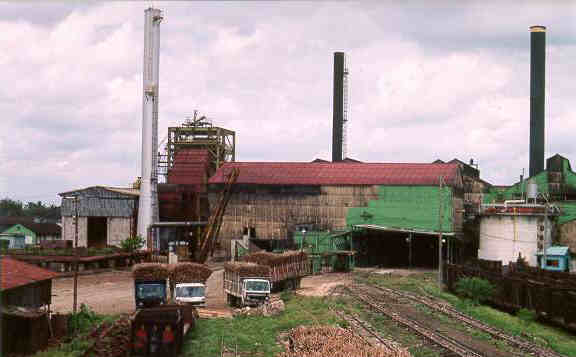
Sucrerie de Ingenio Consuelo, République dominicaine.
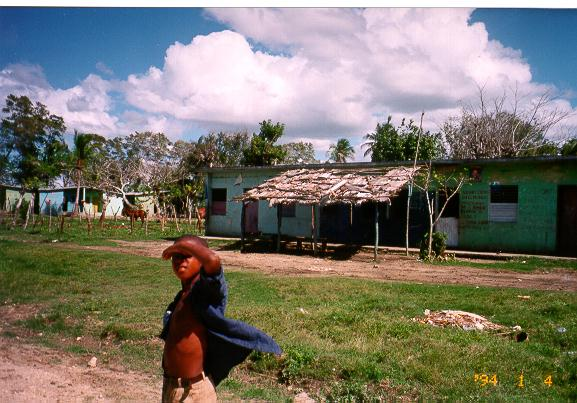
Maisons dans un batey dominicain.